# Elena Barozzi

Stemma Barozzi

Elena Barozzi (Venezia, 1514 circa – 1580 circa) è stata una celebre patrizia veneta.

## Biografia
Elena, figlia del patrizio Alvise Barozzi e moglie del musicista veneziano Antonio Zantani, era considerata una delle donne più belle di Venezia. Venne ritratta da Tiziano e Vasari, per entrambi i dipinti ne diede descrizione Pietro Aretino.
Il poeta Lelio Capilupi le dedicò la ballata Ne l'amar e fredd'onde si bagna, a sua volta ne scrisse il poeta viterbese Fortunio Spira così come venne citata nelle rime di Vincenzo Brusantino e Giovambattista Dragoncino.
Amante di Lorenzino de' Medici, da cui ebbe una figlia, Lorenzina, nata nel 1547 o forse, postuma, nel 1548. Il 26 febbraio di quell'anno Lorenzino fu infatti assassinato da due sicari "volterrani" (Bebo da Volterra e Cecchino da Bibbona), davanti al palazzo veneziano di Elena, in Campo San Polo.
La famiglia di Elena la aiutò nell'educazione della figlia Lorenzina che sposò il nobile Giulio Colonna.